# Hastings Line
La Hastings Line est une ligne ferroviaire britannique qui relie Tonbridge à Hastings.

## Histoire
La ligne de chemin de fer est construite dans les années 1844-1845 par  la South Eastern Railway.  L'édification hative par les entrepreneurs de tunnels  sous-dimensionnés  ont contraint les opérateurs à opter pour un gabarit ferroviaire réduit avec un matériel roulant ad hoc. Il est décidé  en avril 1845 d'adopter le principe d'une ligne à double voie. 
La mise en service se déroule en quatre étapes: le premier tronçon Tonbridge & Tunbridge Wells est ouvert au trafic voyageurs le 25 novembre 1846, le deuxième tronçon Tunbridge Wells & Robertsbridge le 1er septembre 1851, le troisième tronçon Robertsbridge & Battle le 1er janvier 1852, le dernier tronçon Battle & St Leonards-on-Sea le 1er février 1852.
Les locomotives à vapeur qui ont roulé jusqu'en 1957 ont cédé leur place aux unités automotrices diesel-électriques qui à leur tour avec l'électrification de la ligne en 1986 ont été remplacées par des rames automotrices électriques.

## Caractéristiques

### Matériel roulant

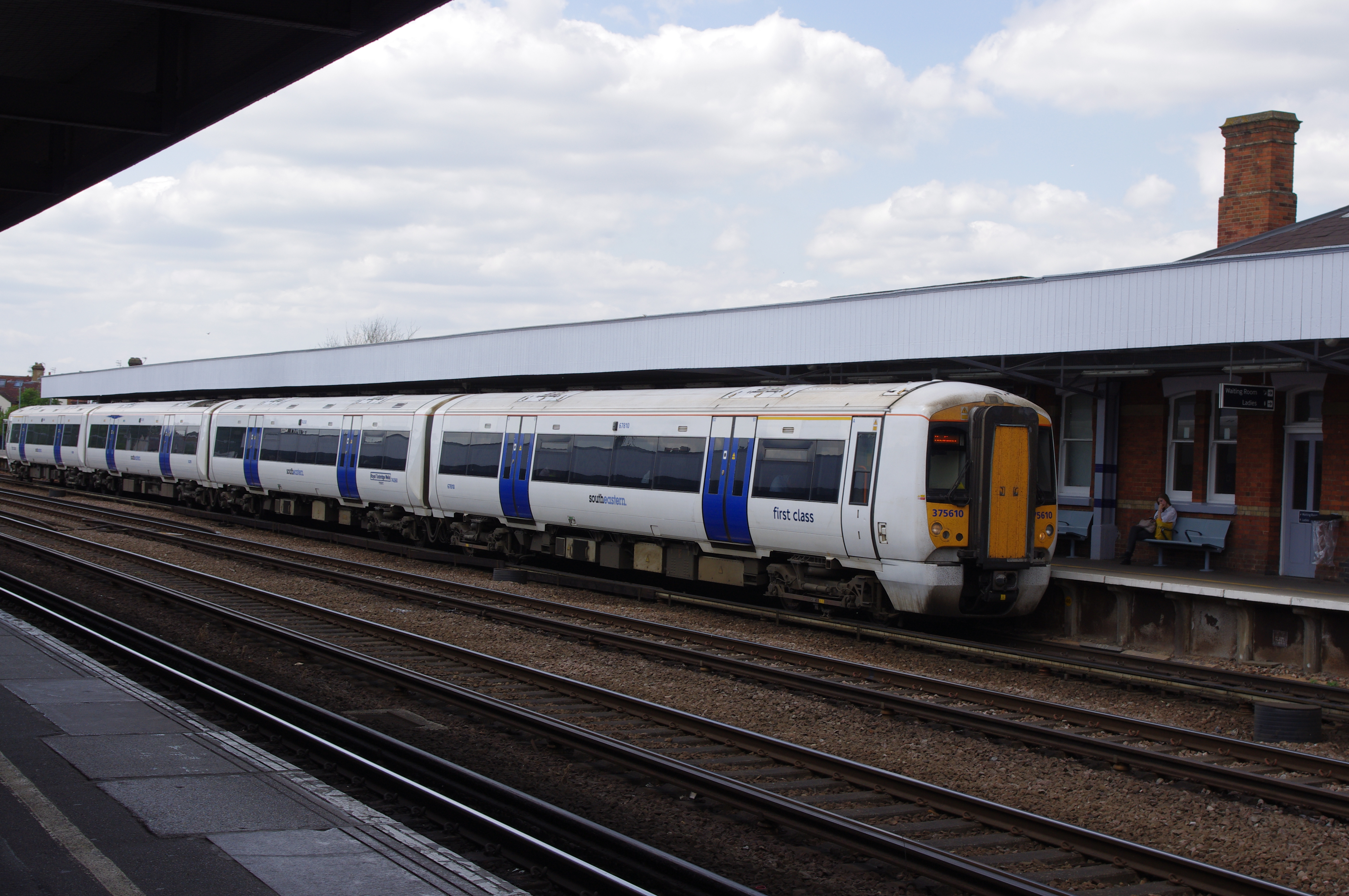
Une unité Class 375 electrostar en quai à Tonbridge

À la rame diesel «Classe 73» des années 1960-1985 ont succédé avec l'électrification de la ligne les rames automotrices électriques tels les «Class 411», «Class 421» et «Class 423». Au milieu des années 2000 sont mises en service les unités automotrices «Class 465» et «Class 466». 
La «Class 375 electrostar» est actuellement l'unité la plus déployée en service trafic voyageurs.

## Source
- (en) Cet article est partiellement ou en totalité issu de l’article de Wikipédia en anglais intitulé « Hastings Line » (voir la liste des auteurs).